# 2015 w polityce

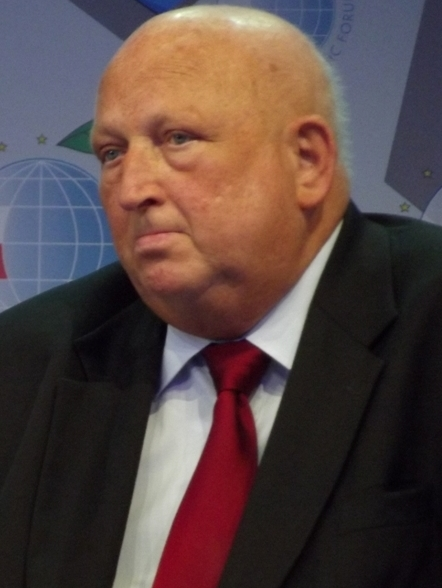
Józef Oleksy (2013)

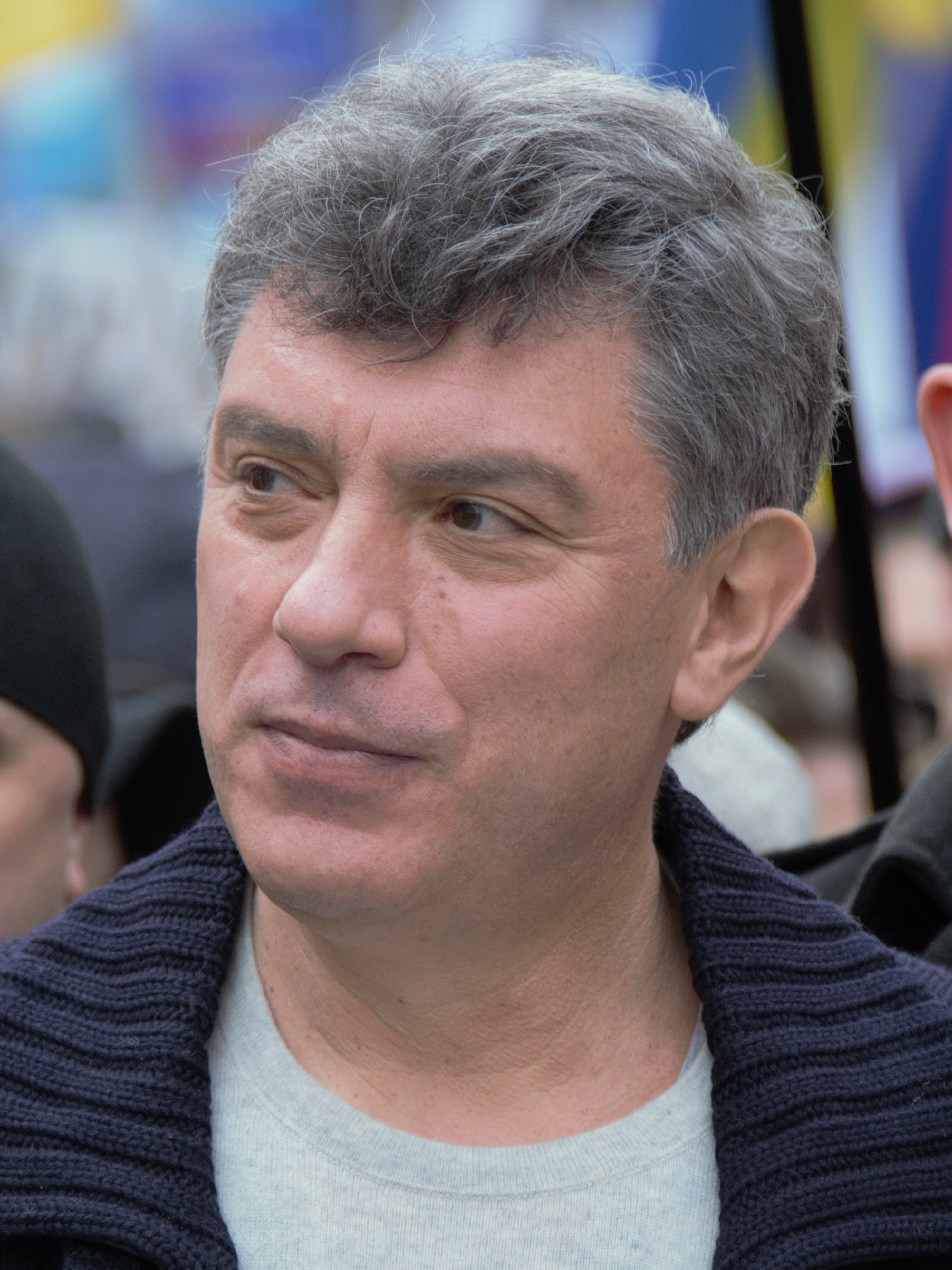
Boris Niemcow (2014)

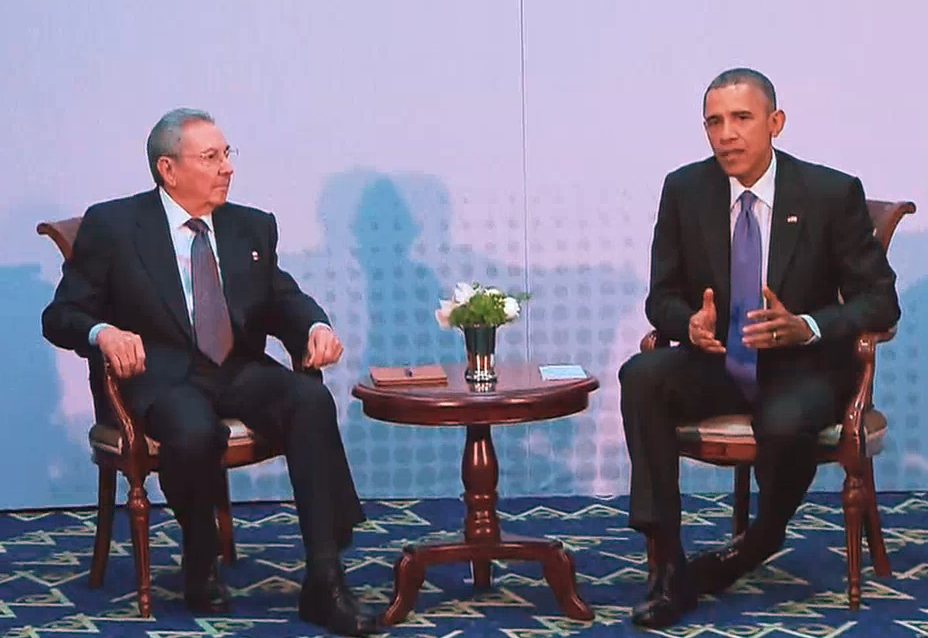
Raul Castro i Barack Obama

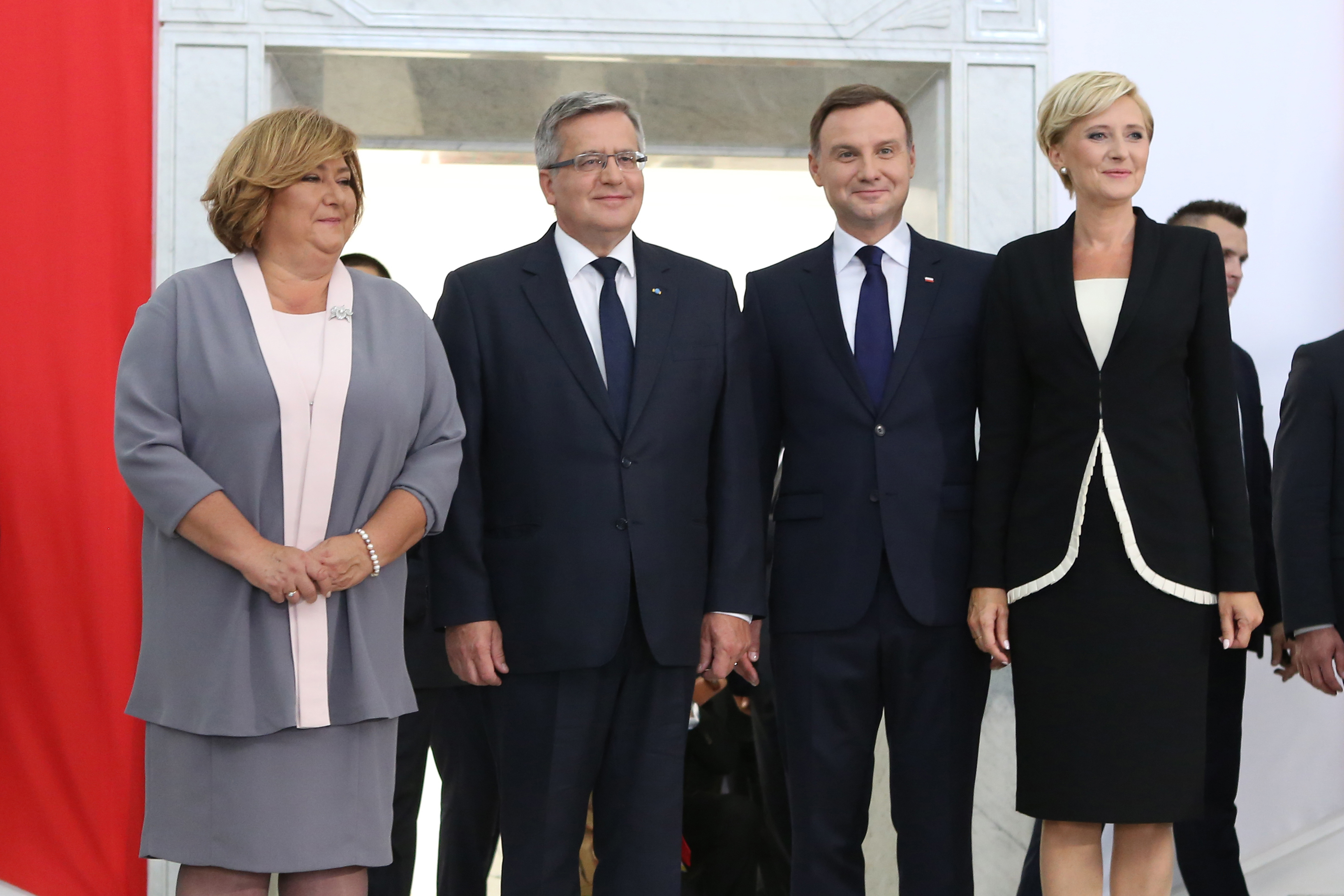
Bronisław Komorowski, Andrzej Duda z żonami Anną i Agatą Kornhauser

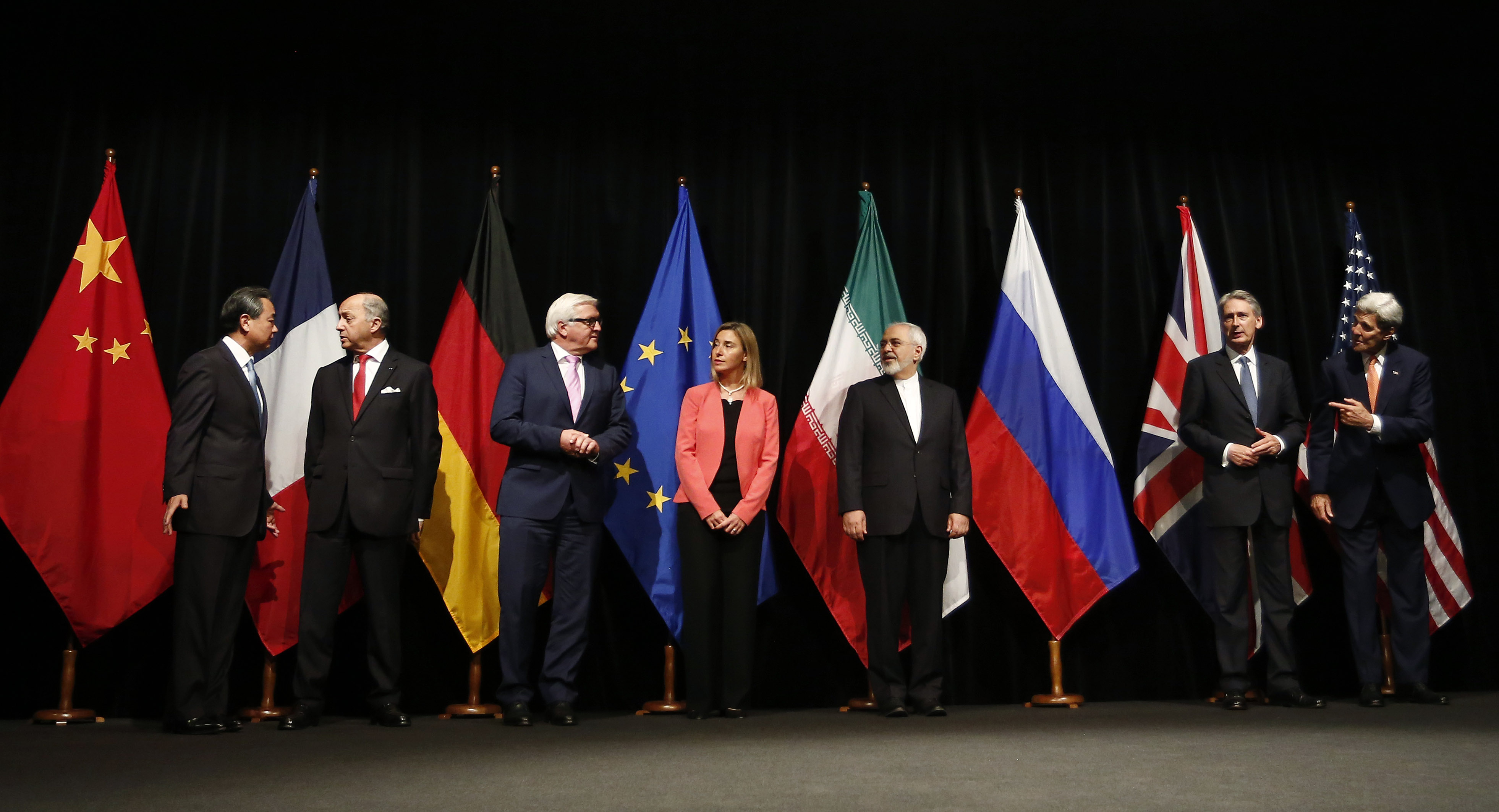
Porozumienie nuklearne z Iranem

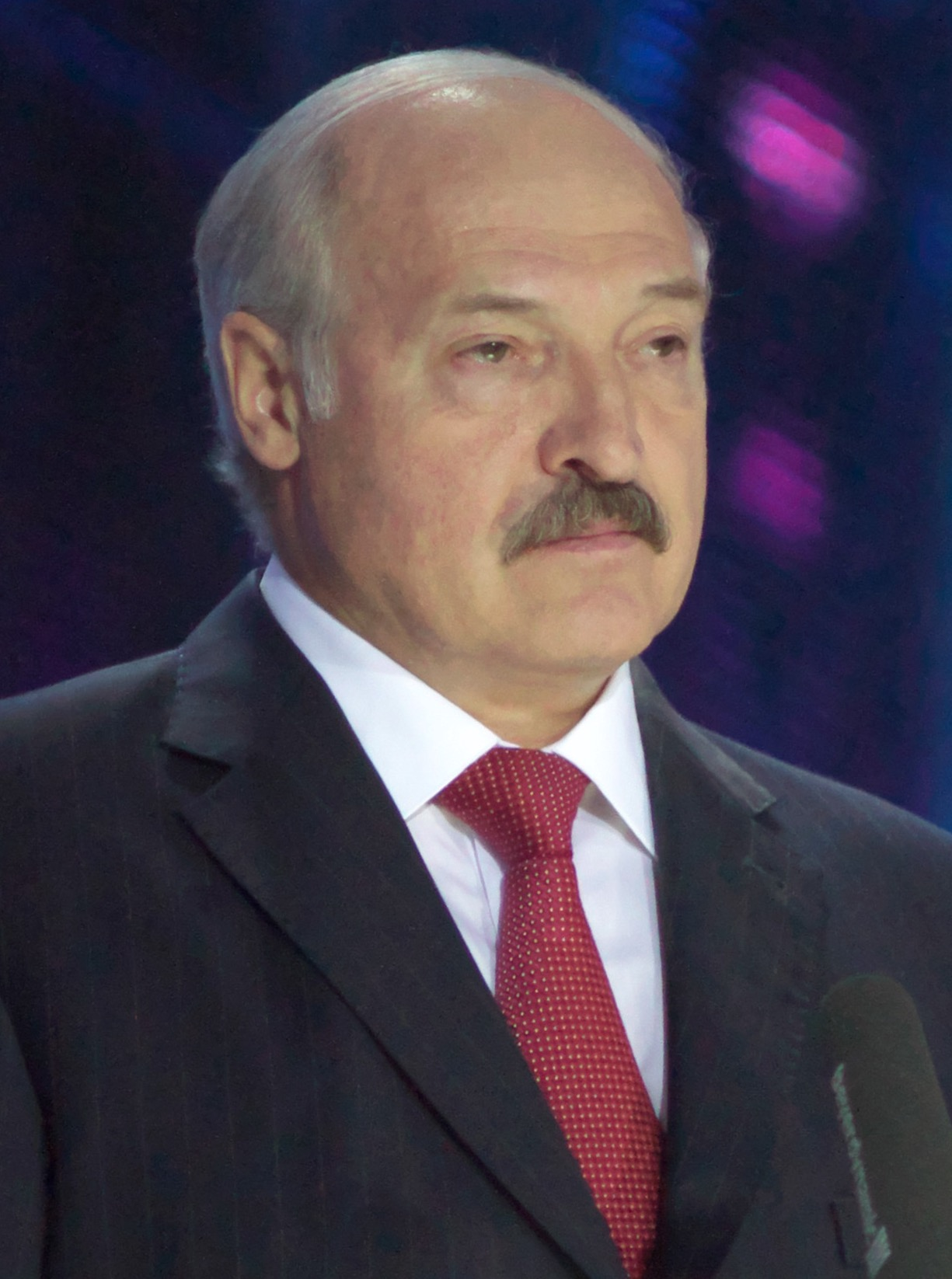
Aleksandr Łukaszenka

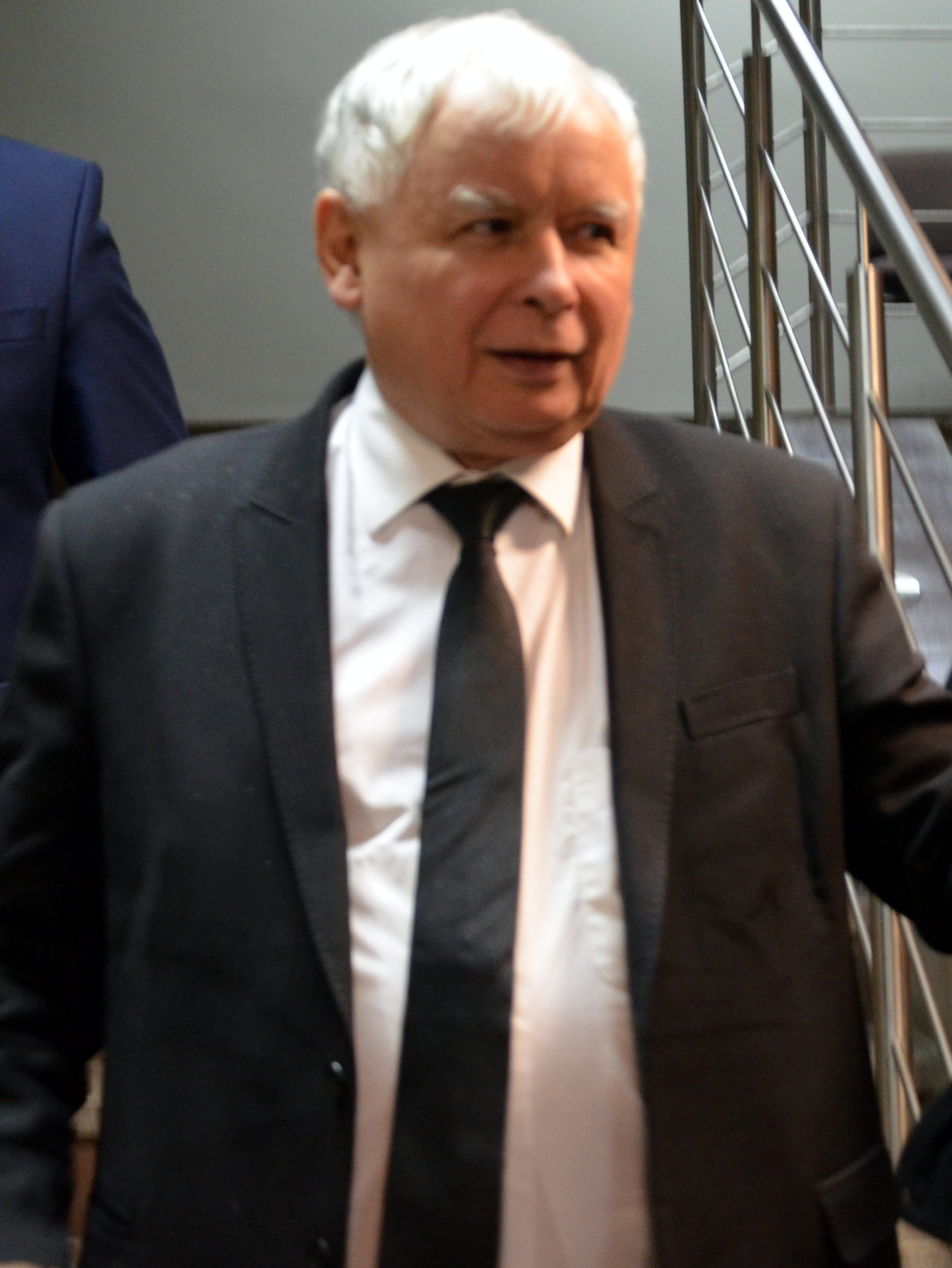
Jarosław Kaczyński

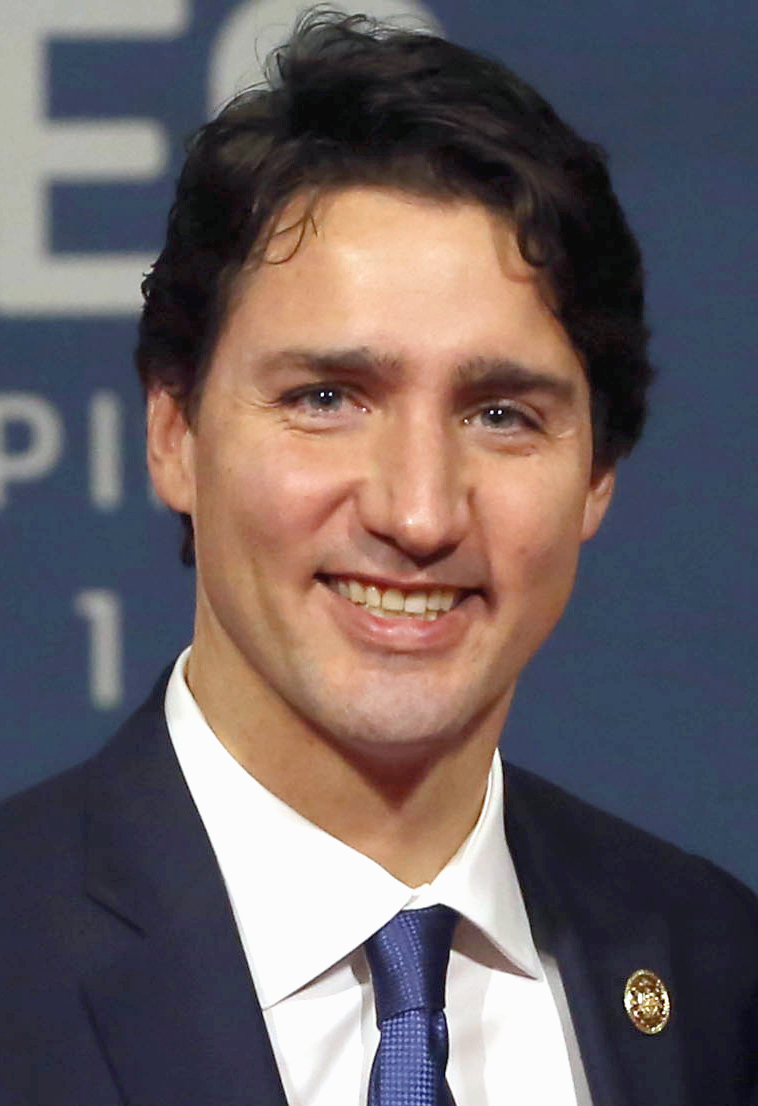
Justin Trudeau

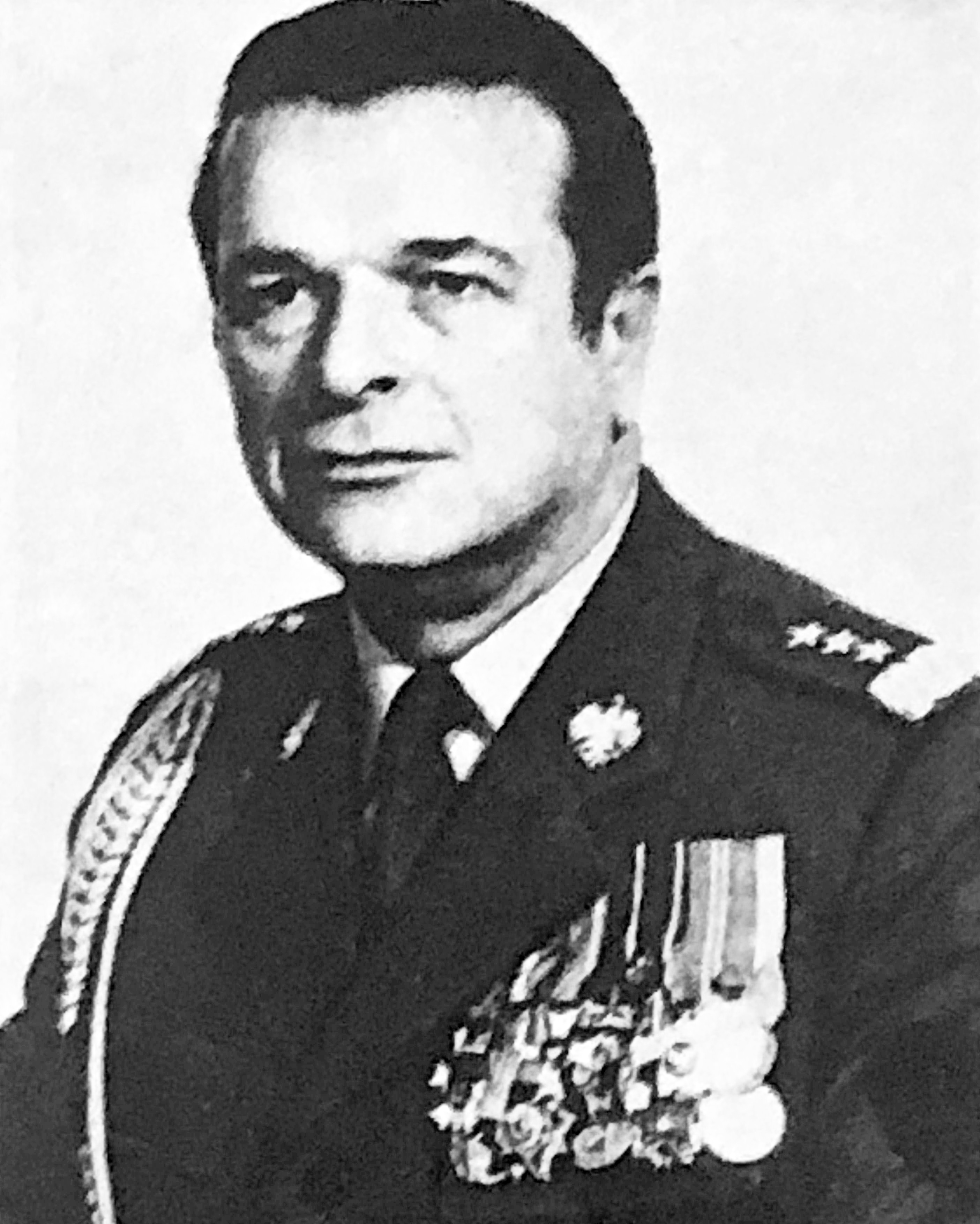
Czesław Kiszczak (1988)

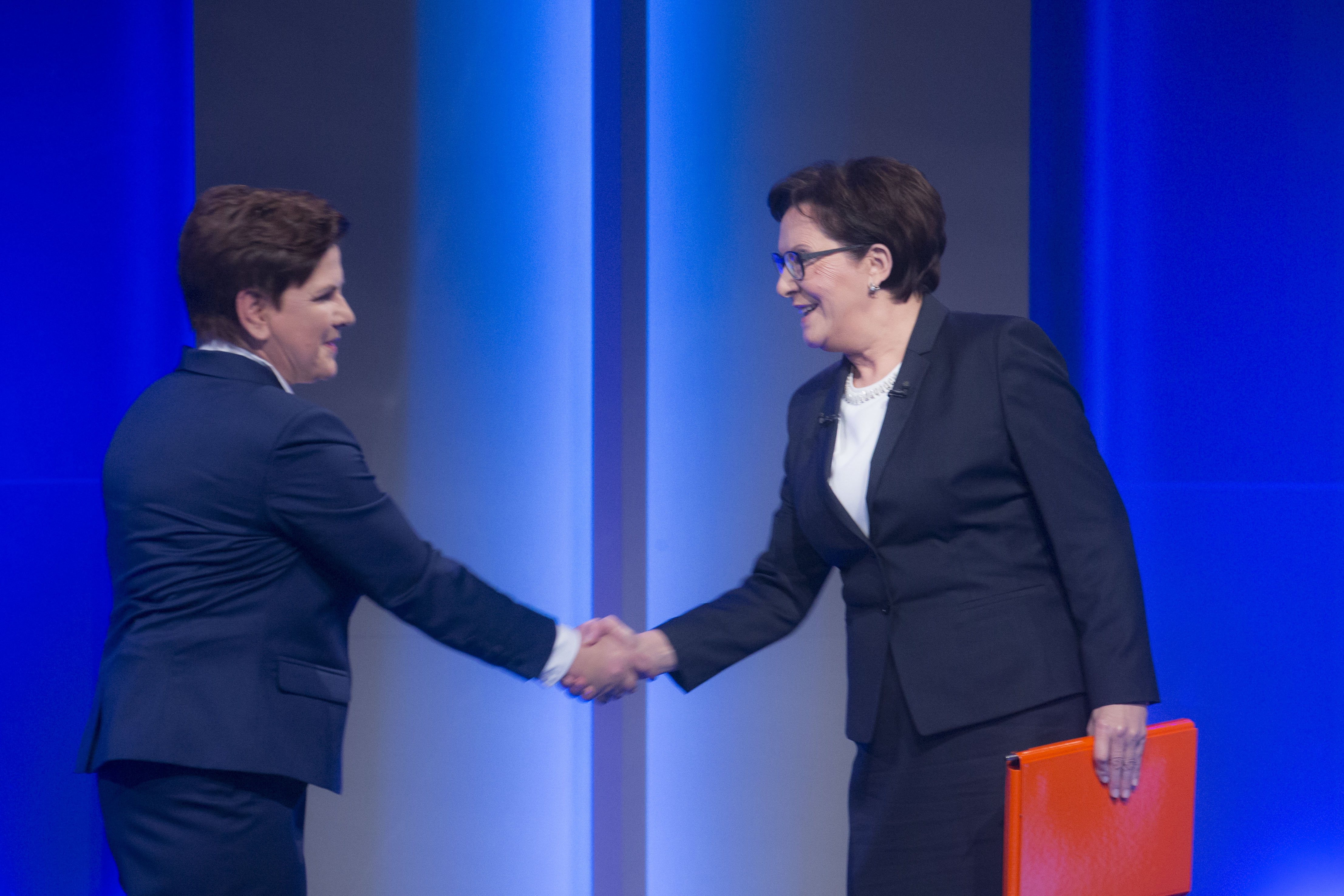
Beata Szydło i Ewa Kopacz

Wydarzenia polityczne w 2015 roku.

## Styczeń
- 9 stycznia – zmarł Józef Oleksy, premier[1].

## Luty
- 27 lutego – został zastrzelony rosyjski opozycjonista Boris Niemcow[2].

## Kwiecień
- 11 kwietnia – doszło do spotkania pomiędzy Barackiem Obamą a Raúlem Castro[3].

## Maj
- 10 maja – odbyła się pierwsza tura wyborów prezydenckich w Polsce. Do drugiej tury dostali się: Andrzej Duda (34,76% głosów) oraz Bronisław Komorowski (33,77% głosów)[4].
- 22 maja – w Irlandii odbyło się referendum w sprawie legalizacji małżeństw homoseksualnych oraz obniżenia wieku uprawniającego do kandydowania w wyborach prezydenckich. 62% wyborców opowiedziało się za legalizacją małżeństw o tej samej płci[5].
- 24 maja – odbyła się druga tura wyborów prezydenckich w Polsce. Wybory wygrał Andrzej Duda uzyskując 51,55% głosów[6].

## Czerwiec
- 26 czerwca – Sąd Najwyższy Stanów Zjednoczonych zalegalizował małżeństwa homoseksualne w całym kraju[7].

## Lipiec
- 14 lipca – podpisano porozumienie nuklearne z Iranem[8].

## Wrzesień
- 6 września – w Polsce odbyło się referendum dotyczące wprowadzenia jednomandatowych okręgów wyborczych w wyborach do Sejmu, stosunku do dotychczasowego sposobu finansowania partii politycznych z budżetu państwa oraz interpretacji zasad prawa podatkowego w razie wątpliwości na korzyść podatnika. Frekwencja wyniosła 7,8%[9][10].

## Październik
- 9 października – Pokojową Nagrodę Nobla otrzymał Tunezyjski Kwartet na rzecz Dialogu Narodowego[11].
- 11 października – na Białorusi odbyły się wybory prezydenckie, które ponownie wygrał Alaksandr Łukaszenka (zdobywając 84,09% głosów)[12].
- 25 października – w Polsce odbyły się wybory parlamentarne, które zakończyły się zwycięstwem Prawa i Sprawiedliwości pod przewodnictwem prezesa Jarosława Kaczyńskiego[13].

## Listopad
- 4 listopada – premierem Kanady został Justin Trudeau[14].
- 5 listopada – zmarł Czesław Kiszczak, generał, minister spraw wewnętrznych[15].
- 16 listopada – zaprzysiężono rząd Beaty Szydło[16].